# Marcia Paraiso
Marcia de Gusmão Paraiso Cavalcanti (Rio de Janeiro, 14 de dezembro de 1968 - Cidadã Honorária de Lebon Régis - SC), mais conhecida como Marcia Paraiso, é uma cineasta, roteirista e jornalista brasileira. 

## Carreira
Formada em Comunicação Social - Jornalismo na Universidade Federal Fluminense e possui mestrado em Comunicação, Imagem e Informação também pela UFF. 
Trabalha com Audiovisual desde 1993, tendo atuado em várias frentes. Sócia da produtora Plural Filmes – com sede no Rio de Janeiro e em Florianópolis, dirigiu documentários para a RBS TV e TV Brasil, e trabalhou como professora no curso de cinema da Universidade do Sul de Santa Catarina (UNISUL). 
Seu primeiro filme como diretora foi o curta-metragem de ficção "Livre" (35mm, 1996). Desde de então dedicou-se ao formato documental de caráter etnográfico, especificamente às questões sociais, ambientais e culturais. 
Em 2013 dirigiu a série de 13 episódios “Visceral Brasil – as veias abertas da música” - TV Brasil e Canal Curta! - sobre mestres e grupos de música brasileira de raiz. Em 2015 lançou o documentário longa-metragem Terra Cabocla, sobre a resistência do povo caboclo na região da Guerra do Contestado. Em 2016 dirigiu o seu primeiro longa-metragem de ficção, Lua em Sagitário, realizado em coprodução com a Argentina e com o Canal Brasil. O filme estreou nos cinemas nacionais em setembro de 2016, foi premiado no Festin - Lisboa, melhor filme Infanto-Juvenil e ainda no Festival de Cinema de Avanca - Portugal com o prêmio de Melhor Atriz e com uma Menção Especial do Júri como Melhor Longa-Metragem. Trabalhou na direção da primeira e segunda temporadas da série “Invenções da Alma” (26 ep.), para o canal Arte1 do grupo Bandeirantes, e realizou a segunda temporada da série “Visceral Brasil- as veias abertas da música”, veiculado na TV Brasil. Em 2019 lança, como diretora, “Submersos”, série de ficção com 13 episódios para uma grade de 1 hora, lançada em setembro pelo canal Paramount Chanel, que também é coprodutor, e “A Maravilha do Século” (sobre o monge João Maria), contemplado no edital de arranjos regionais - FSA/Fundação Catarinense de Cultura, com estreia no FAM 2019 e no Cine Brasil TV. Com a realização das obras, “Terra Cabocla” (2015), “A Maravilha do Século” (2019) e “Luta da Erva”, adquiriu, através das amplas pesquisas, um vasto conhecimento sobre a história do planalto norte catarinense, do povo Caboclo e da Guerra do Contestado.

## Filmografia
| Ano  | Título                                 | Função                                                      | Gênero                           | Notas                                        |
| ---- | -------------------------------------- | ----------------------------------------------------------- | -------------------------------- | -------------------------------------------- |
| 1994 | O Matrimônio                           | Direção de produção                                         | Documentário                     | Exibido na ZDF (Alemanha)                    |
| 1995 | Livre                                  | Direção                                                     | Curta-metragem de ficção         |                                              |
| 1997 | Ocupar, resistir, produzir             | Pesquisa, roteiro, produção e direção                       | Documentário                     |                                              |
| 2007 | Quixadá, o Vale dos Bichos de Pedra    | Direção                                                     | Documentário                     |                                              |
| 2007 | Profetas da Chuva e da Esperança       | Direção                                                     | Documentário                     |                                              |
| 2007 | Ecossistemas Catarinenses              | Direção                                                     | Documentário                     | Exibido na RBS TV                            |
| 2008 | O Joaquim                              | Direção e produção                                          | Documentário                     | Exibido na TV Brasil e Cinebrasil TV         |
| 2008 | Aquífero Guarani, Gigante Desconhecido | Direção                                                     | Documentário                     | Exibido na RBS TV                            |
| 2008 | Expedição Leão Baio                    | Direção                                                     | Documentário                     | Exibido na RBS TV                            |
| 2009 | Mundo Selvagem                         | Direção                                                     | Documentário                     | Exibido na RBS TV                            |
| 2010 | Saber, viver, lutar                    | Direção                                                     | Documentário                     | Exibido na TV Futura                         |
| 2010 | Mulheres da Terra                      | Direção                                                     | Documentário                     | Exibido na RBS TV                            |
| 2010 | Nosso Samba                            | Direção                                                     | Documentário                     | Exibido na RBS TV                            |
| 2013 | Vaqueiros Encantados                   | Direção e produção                                          | Documentário                     |                                              |
| 2013 | Sem Perder a Ternura                   | Direção, roteiro e produção                                 | Documentário                     |                                              |
| 2014 | Visceral Brasil (Temporada 1)          | Direção                                                     | Série documental de 13 episódios | Exibido na TV Brasil e no Canal Curta!       |
| 2015 | Terra Cabocla                          | Direção, roteiro e produção                                 | Longa-metragem documental        | Exibido no Canal Brasil e em salas de cinema |
| 2016 | Lua em Sagitário                       | Direção e roteiro                                           | Longa-metragem de ficção         | Exibido no Canal Brasil e em salas de cinema |
| 2017 | Invenções da Alma                      | Direção, roteiro e produção                                 | Série documental de 26 episódios | Exibido no Canal Arte1                       |
| 2019 | Visceral Brasil (Temporada 2)          | Direção, roteiro e produção                                 | Série documental de 13 episódios | Exibido na TV Brasil e Canal Curta!          |
| 2019 | A Maravilha do Século                  | Direção, roteiro e produção                                 | Longa-metragem documental        | Exibido no Cinebrasil TV                     |
| 2019 | Submersos                              | Co-direção                                                  | Série de ficção                  | Paramount Channel e Prime Box Brasil         |
| 2019 | Sobre Sonhos e Liberdade               | Pesquisa, roteiro, produção e direção                       | Longa-metragem documental        | Canal Curta                                  |
| 2019 | Juntos                                 | Produção executiva                                          | Série documental de 13 episódios | Canal Curta                                  |
| 2020 | Bravos Valentes                        | Pesquisa, roteiro, direção de produção e produção executiva | Longa-metragem documental        | GloboNews                                    |
| 2022 | Floresta, onde a terra respira         | Pesquisa, roteiro, produção e direção                       | Série documental de 13 episódios | Cinebrasil TV                                |
| 2025 | Alegria do Amor                        | Direção e roteiro                                           | Longa-metragem de ficção         | Exibido em festivais e nos cinemas           |